# Shochiku
Shochiku (яп. 松竹, Сьо:тіку) — японська кіностудія і виробнича компанія для кабукі. Вона також виробляє і поширює аніме-фільми.
На кіностудії працювали такі прославлені режисери, як Ясудзіро Одзу, Кендзі Мідзоґуті і Акіра Куросава, а з сучасних — Такаші Мііке (режисер «Кінопроби» та «Іті-вбийці») і Такесі Кітано.

## Історія
Компанія була заснована у 1895 році, що робить її найстарішою компанія в Японії, що бере участь у виробництві кінофільмів. Заснована братами Такеджіро Отані (大谷竹次郎) та Мацуджіро Шіраі (白井松次郎), вона була спочатку виробничою компанією кабукі і з 1902 мала назву «Matsutake». Назву Shochiku компанія отримала в 1937 році. Shochiku швидко розросталася, розширюючи свій бізнес у багатьох інших японських живих театралізованих стилях, в тому числі Но і Бунраку, створивши монополію через свою власні театри, а також драматичні тупи кабукі та шінпа.
У 1920 році як дочірнє підприємство компанії Shochiku і при її фінансовій підтримці була заснована Сіраем Мацудзіро після того, як він побував в Голлівуді, кіностудія Shochiku Kinema Company. Кіностудія із самого початку була заснована з ідеєю почати працювати за голлівудською системою кіновиробництва і осучаснити японське кіно. Окрім кіностудії, театральною компанією Shochiku була заснована акторська школа, управляти якою (як директор) запросили Осаная Каору, лідера сінґекі — радикальної прозахідної течії в японській театральному і кіномистецтві. Компанія навіть думала, що навколо її кіностудії виникне ціле місто (за типом Голлівуду). Але ідеї виявилися занадто радикальними для не готового до змін японського суспільства (і глядачів, і прокатників).
Shochiku Kinema швидко (вже на початку 1920-х років) стала однією з провідних і найприбутковіших кіностудій Японії, перетворившись на головного конкурента студії Nikkatsu. До кінця 1920-х років разом з Nikkatsu вони володіли більше ніж двома третинами кінотеатрів Японії, що дозволяло їм контролювати кіноринок і успішно складати конкуренцію Голлівуду — у своїх кінотеатрах вони могли демонструвати свої власні фільми нарівні з широко розповсюдженою по всьому світу голлівудською продукцією. (Проте, через культурні і мовні бар'єри японські глядачі взагалі голлівудські фільми сприймали не так легко, як, наприклад, в Європі).
Однією з революційних змін, ініційованих Shochiku Kinema, була поява акторок-жінок в японських фільмах. Коли у 1920 році, тоді ще щойно утворена, вона стала першою японською кіностудією, яка почала використати жінок-акторок замість оннагат (оннагата — переодягнутий в жінку актор-чоловік), це вразило японську кіноіндустрію.
До кінця 1930-х років Shochiku Kinema Company, як пишуть автори «Нової історії японського кіно», створила «кінематографічний стиль, який дав [японською] кінопубліці проблиск візуального концепту модернізму, пізніше прирівняного до „американізму“, узятого [кінокомпанією] на озброєння з метою задовольнити вимоги суспільства», що швидко змінюється